# Монастир Кінкаку
Монасти́р Кінка́ку або Кінка́ку-дзі́ (яп. 金閣寺, きんかくじ, МФА: [kinkaku d͡ʑi], «монастир золотого павільйону») — буддистський монастир в Японії.  Належить секті Ріндзай.  Ступа-релікварій монастиря Сьококу. Розташований за адресою: префектура Кіото, місто Кіото, район Кіта, квартал Кінкакудзі 1. Монастирський титул — Північна гора. Офіційна назва — Монасти́р Рокуо́н. Заснований 1397 року. Головною святинею монастиря є статуя бодгісаттви Каннон. До цінних пам'яток належать портрет сьоґуна Асікаґи Йосіміцу (важлива культурна пам'ятка Японії), фрески кабінету Дайсьо  (важлива культурна пам'ятка Японії), монастирський сад.
 Пам'ятка культури Кітаяма. Колишня резиденція Асікаґи Йосіміцу, перетворена на дзенівський монастир після його смерті. Названий на честь Золотого павільйону, найкрасивішої будівлі монастиря. Під час громадянської війни 1467—1477 років монастир втратив практично всі культові споруди за винятком Золотого павільйону. Останній згорів 1950 року. Відреставрований протягом 1955—2003 років. 1994 року занесений до списку Світової спадщини ЮНЕСКО в Японії.

## Короткі відомості

### Резиденція
До XIV століття землі сучасного Кінкакудзі належали аристократократичному роду Фудзівара. Вони розташовувались на північ від японської столиці Кіото, тому отримали назву Кітаяма — «Північні гори». 1224 року аристократ Фудзівара Кунцуне спорудив в цих горах монастир Сай'ондзі та заміську садибу. Його нащадки володіли ними впродовж століття, змінивши прізвище на Сай'ондзі. 1335 року голова роду Сай'ондзі Кінмуне був страчений за підозрою в замаху на Імператора. Через це родові володіння конфіскували, гори Кітаяма запустіли, а монастир із садибою занепали.
1397 року Асікаґа Йосіміцу, третій сьоґун сьоґунату Муроматі, отримав від Імператорського двору землі Кітаями в обмін на віддалені маєтки в провінції Каваті. Він одразу розпочав будувати власну резиденцію на території занедбаних монастиря та садиби. 1394 року Йосіміцу передав посаду сьоґуна своєму синові Йосімоті, але продовжував керувати державними справами. Він перетворив Кітаямську резиденцію на урядовий центр тогочасної Японії, рівний Імператорському. Ця резиденція отримала назву палац Кітаяма — «Північногірський палац».
Головною окрасою палацу був Золотий павільйон. Ця будівля, квадратна в основі, мала три поверхи. Вона була повністю покрита сусальним золотом і захисним японським лаком урусі. Перший поверх називався Залою очищення. Він був виконаний в класичному стилі японської палацової архітектури. В центрі поверху була статуя Будди Шак'ямуні, а ліворуч від неї — статуя сьоґуна-засновника Асікаґи Йосіміцу. Другий поверх мав назву Печера милосердя. Він був збудований у стилі самурайських житлових апартаментів. В ньому вшановувалися статуї «печерної бодгісаттви» Івая Каннон та чотирьох небесних королів. Третій поверх іменувався Вершина Пустоти. Він нагадував дзенівський храм, в якому перебували мощі Будди Шак'ямуні. Дах павільйону був покритий пасмами кори дерев і прикрашений шпилем з китайським феніксом.

### Монастир
Після смерті Асікаґи Йосіміцу його син і четвертий сьоґун Асікаґа Йосімоті виконав заповіт батька і перетворив палац Кітаяма на буддистський монастир. Його першим настоятелем став Мусо Сосекі, вчений-монах дзенівської секти Ріндзай. Обитель назвали Рокуондзі — монастир Оленячого саду, на пам'ять про першу проповідь Будди Шак'ямуні в однойменному саду. На території цього монастиря було багато пишних споруд: Зала бузкових хмар, Небесна кімната, Гонбейська башта, Золотий павільйон, арковий міст, Зала добродійності, Павільйон Небесного дзеркала, Джерельна зала, Храм вогняних жертвоприношень, Храм розкаяння, релікварій, Малий храм, Храм Ксіті, Хмарна альтанка, пагода, бібліотека, дзвіниця, головні  та чотириколонні ворота. З часом Зала бузкових хмар і Павільйон Небесного дзеркала були перенесені до монастиря Нандзендзі, Небесна кімната — до монастиря Кенніндзі, а Храм розкаяння — до храму Тодзідзі. 
1490 року, під впливом архітектури Кінкакудзі, восьмий сьоґун Асікаґа Йосімаса, онук Йосіміцу, звів на східних пристоличних горах Хіґасіяма «Срібний павільйон» — Ґінкакудзі. Обидва павільйони вважалися символами Кіото. Вони уособлювали дві різні японські культури — урочисту і пишну культуру Кітаяма та стриману і вишукану культуру Хіґасіяма.
В 1466–1467 роках згорів Малий храм монастиря Кінкакудзі, а під час смути Онін 1467–1477 років — решта споруд, за винятком Золотого павільйону. Відновлювальні роботи розпочалися лише з 1573 року і тривали до середини 18 століття. Протягом 1904–1906 років, в ході російсько-японської війни, відбувлася капітальна реставрація Золотого павільйону. Останній був занесений до числа Національних скарбів Японії. 
2 липня 1950 року 21-річний монах-учень Хаясі Дзьокан здійснив підпал Золотого павільйону, намагаючись покінчити життя самогубством. Монаха вдалося врятувати, але павільйон з усіма скарбами згорів. Матір Хаясі наклала на себе руки, не витримавши безчесного вчинку сина, а сам Хаясі, засуджений до 7 років ув'язнення, помер 7 березня 1956 року від туберкульозу та психічних розладів. Ця трагедія послужила мотивом для написання повісті «Храм Золотого павільйону» Місіми Юкіо та оповідання «Золотий павільйон горить» Мідзукамі Цутому.
Новий Золотий павільйон почали відбудовувати 1955 року, практично з нуля, на основі інженерних даних попередньої будівлі та фотографій. Реставраційні роботи завершилися в жовтні 1987 року. Оновлення усього монастиря остаточно закінчилося 2003 року. Станом на 2004 рік, до його архітектурного комплексу входили Золотий павільйон, Квадратий храм, Храм Ачали, великий кабінет, Вечірня альтанка.